# Pusiola chota
Pusiola chota là một loài bướm đêm thuộc phân họ Arctiinae, họ Erebidae.